# فريدريك روسو
فريدريك روسو (بالفرنسية: Frederick Rousseau)‏ هو ملحن فرنسي، ولد في 8 أبريل 1958 في باريس في فرنسا.

## وصلات خارجية
- الموقع الرسمي
- فريدريك روسو على موقع IMDb (الإنجليزية)
- فريدريك روسو على موقع ميوزك برينز (الإنجليزية)
- فريدريك روسو على موقع أول ميوزيك (الإنجليزية)
- فريدريك روسو على موقع ديسكوغز (الإنجليزية)